# Аслен, Поль Андре
Поль Андре́ Асле́н (фр. Paul André Asselin; 25 февраля 1923, Монреаль — 26 января 2012) — канадско-французский пианист и музыкальный педагог .
Учился в Канаде у Огюста Декарье, Эрнеста Зайца и Любки Колессы. Дебютировал в 1942 г., в рамках успешно развивавшейся сольной карьеры осуществил в середине 1940-х гг. ряд премьер фортепианной музыки канадских композиторов. В 1948—1949 гг. сопровождал парижскую балетную труппу в латиноамериканских гастролях, после чего обосновался во Франции. Преподавал в Парижской консерватории (среди его учеников, в частности, Жерар Пуле). С 1954 г. выступал преимущественно в особом жанре концерта-беседы, рассказывая об исполняемых произведениях и обсуждая различные музыкальные вопросы; для участия в программах Аслена приглашались и другие музыканты — в том числе Вальтер Гизекинг, Жорж Орик, Марсель Ландовски и др. На протяжении своей концертной карьеры, продолжавшейся вплоть до 2000-х гг., Аслен дал около 900 концертов-бесед и около 800 обычных выступлений. Он также публиковал краткие биографические очерки о композиторах, от Вивальди до Стравинского, напечатал во Франции двумя изданиями книгу «Панорама канадской музыки» (фр. Panorama de la musique canadienne; 1962, 1968). В 1987 г. вернулся в Канаду.